# تورووو
تورووو (به لاتین: Turovo) یک منطقهٔ مسکونی در روسیه است که در استان آرخانگلسک واقع شده‌است.

## جغرافیا
توروو در 16 کیلومتری شمال کارگوپول (مرکز اداری منطقه) واقع شده است. پتروفسکایا نزدیکترین منطقه روستایی است.